# GOLGA4
GOLGA4‏ (Golgin A4) هوَ بروتين يُشَفر بواسطة جين GOLGA4 في الإنسان.